# Diocesi di Changde
La diocesi di Changde (in latino Dioecesis Ciamteana) è una sede della Chiesa cattolica in Cina suffraganea dell'arcidiocesi di Changsha. Nel 1950 contava 6.690 battezzati su 3.200.000 abitanti. La sede è vacante.

## Territorio
La diocesi comprende la parte settentrionale della provincia cinese dello Hunan.
Sede vescovile è la città di Changde, dove si trova la cattedrale dell'Immacolata Concezione.

## Storia
Il vicariato apostolico di Hu-nan Settentrionale fu eretto il 19 settembre 1879, ricavandone il territorio dal vicariato apostolico di Hunan (oggi arcidiocesi di Changsha).
Il 3 dicembre 1924 assunse il nome di vicariato apostolico di Changde in forza del decreto Vicarii et Praefecti della Congregazione di Propaganda Fide.
Successivamente cedette a più riprese porzioni del suo territorio a vantaggio dell'erezione di nuove circoscrizioni ecclesiastiche e precisamente:
- il 13 marzo 1925 a vantaggio dell'erezione della prefettura apostolica di Shenchow (oggi diocesi di Yuanling);
- il 6 maggio 1931 a vantaggio dell'erezione della prefettura apostolica di Lixian;
- il 7 maggio 1931 a vantaggio dell'erezione della prefettura apostolica di Yueyang;
- il 1º luglio 1937 a vantaggio dell'erezione della prefettura apostolica di Xiangtan.

L'11 aprile 1946 il vicariato apostolico è diventato diocesi con la bolla Quotidie Nos di papa Pio XII.
Sulle sorti della diocesi dopo l'avvento al governo del regime comunista, si conosce poco. Nel 1979 vescovo appartenente all'associazione patriottica cattolica cinese, non riconosciuto da Roma, era monsignor Yang Gaojian, deceduto nel 1995.
In seguito alla riformulazione delle circoscrizioni ecclesiastiche ad opera dell'Associazione patriottica cattolica cinese, l'antica diocesi, assieme a tutte quelle dello Hunan, sono state accorpate a formare la "diocesi di Hunan" con sede a Changsha.

## Cronotassi dei vescovi
Si omettono i periodi di sede vacante non superiori ai 2 anni o non storicamente accertati.
- Elías Suárez, O.S.A. † (19 settembre 1879 - 25 luglio 1884 dimesso)
- Saturnino de La Torre Merino, O.S.A. † (25 luglio 1884 - 1896 dimesso)
- Luis Pérez y Pérez, O.S.A. † (10 marzo 1896 - 15 aprile 1910 deceduto)
- Juvencio Hospital de la Puebla, O.S.A. † (18 settembre 1911 - marzo 1917 dimesso)
- Ángel Diego y Carbajal, O.S.A. † (22 marzo 1917 - 16 novembre 1938 ritirato)
- Gerardo Faustino Herrero Garrote, O.S.A. † (11 dicembre 1939 - 23 aprile 1965 deceduto)
  - Sede vacante
  - Michael Yan Gao-jian, O.S.A. (26 ottobre 1958 consacrato - 20 gennaio 1995 deceduto)

## Statistiche
La diocesi nel 1950 su una popolazione di 3.200.000 persone contava 6.690 battezzati, corrispondenti allo 0,2% del totale.
| anno | popolazione | popolazione | popolazione | presbiteri | presbiteri | presbiteri | presbiteri                | diaconi | religiosi | religiosi | parrocchie |
| anno | battezzati  | totale      | %           | numero     | secolari   | regolari   | battezzati per presbitero | diaconi | uomini    | donne     | parrocchie |
| ---- | ----------- | ----------- | ----------- | ---------- | ---------- | ---------- | ------------------------- | ------- | --------- | --------- | ---------- |
| 1950 | 6.690       | 3.200.000   | 0,2         | 12         | 4          | 8          | 557                       |         | 5         | 4         | 6          |